# Anton Julius Lyth
Anton Julius Lyth, född 29 februari 1816 i Fole församling, Gotlands län, död 15 maj 1886 i Stockholm (folkbokförd i Burs församling, Gotlands län), var en svensk kyrkoherde och riksdagsman. Han var farbror till instrumentmakaren Wilhelm Lyth.
Lyth var kyrkoherde i Burs församling, Visby stift och kontraktsprost. I riksdagen var han ledamot av andra kammaren 1873–1886, invald i Gotlands södra domsagas valkrets.
Lyth blev teologie hedersdoktor 1877 och var mångårigt verksam för gotländska intressen.
Anton Julius Lyth är begravd på Burs kyrkogård.